# 临泽兴隆当典
临泽兴隆当典，又名西大街陈氏宅，位于江苏省扬州市高邮市临泽镇西大街53号、花圃巷22号。建于清代，原为兴隆当铺的典当房。占地面积1256.6平米，四周是高大的风火墙。后部的走马楼（存宝楼）建筑面积360多平方米。当典在太平天国战乱时歇业，东西两路前后六进共50余间房屋分别卖给从镇江来避乱的陈、贾、郑、何四家。现有近三分之二的房屋保存基本完整。2019年3月20日公布为第八批江苏省文物保护单位。